# Тихонов, Иван (гимнаст)
Иван Тихонов (азерб. İvan Tixonov; род. 21 апреля 1996, Сызрань, Самарская область) — азербайджанский гимнаст русского происхождения. Специализируется на всех снарядах спортивной гимнастики (абсолютном первенстве). Участник Олимпийских игр, призёр этапов Кубка мира.

## Биография
Иван Тихонов родился 21 апреля 1996 года в Сызрани. Учился в Воронежском государственном институте физической культуры.
Спортивной гимнастикой начал заниматься под влиянием родителей в возрасте шести лет в родном городе.

## Карьера
Начал заниматься спортивной гимнастикой в родном городе Сызрани в СШОР № 2. Среди тренеров Тихонова были Сергей Шестёркин, Максим Алёшин, Владимир и Сергей Кирилловы.
Первоначально был в резервных составах сборной России. По предложению тренера Владимира Кириллова молодой гимнаст узнал о возможности выступать за сборную Азербайджана, чем и впоследствии воспользовался в 2018 году. Тихонов при переходе отмечал, что в Азербайджане у него есть шансы на профессиональный рост, тогда как в России не получалось даже выезжать на соревнования. В России по состоянию на 2018 год он являлся Мастером спорта. В азербайджанской сборной стал тренироваться по руководством Рза Алиева.
По результатам чемпионата мира 2019 года, который прошёл в Штутгарте, Иван Тихонов завоевал олимпийскую путёвку на Игры в Токио, которые из-за коронавирусной пандемии были перенесены с 2020 на 2021 год.
В 2019 году в соревновании на коне завоевал бронзовую медаль на Кубке мира в Осиеке. В мае 2021 года Иван Тихонов завоевал бронзу в дисциплине опорный прыжок на этапе Кубка мира в Варне.
17 марта 2024 года на турнире «AGF Trophy 2024», прошедшем в Баку, завоевал золотую медаль в состязаниях на параллельных брусьях и бронзовую — в упражнениях на кольцах.